# Chromatomyia symphoricarpi
Chromatomyia symphoricarpi är en tvåvingeart som beskrevs av Griffiths 1974. Chromatomyia symphoricarpi ingår i släktet Chromatomyia och familjen minerarflugor. Inga underarter finns listade i Catalogue of Life.